# Antitrichia curtipendula
Antitrichia curtipendula (deutsch Kurzhängendes Hängemoos, Hängendes Widerhakenmoos) ist eine Laubmoos-Art aus der Familie Antitrichiaceae. Es wurde von der Bryologisch-lichenologischen Arbeitsgemeinschaft für Mitteleuropa zum Moos des Jahres 2024 erklärt.

## Merkmale
Antitrichia curtipendula bildet kräftige, lockere und meist ausgedehnte Rasen. Die kriechenden primären Stämmchen sind fadenförmig; ihnen entspringen die niederliegenden bis hängenden, unregelmäßig verzweigten sekundären Stämmchen, die bis etwa 20 Zentimeter lang werden. Die trocken anliegenden bis leicht abstehenden Blätter sind bis 3 Millimeter lang, an den Rändern zurückgeschlagen, am Grund herzförmig und in eine lange scharfe Spitze ausgezogen. Die Blattspitze ist deutlich mit teilweise nach rückwärts gebogenen Zähnen versehen (Name), die schon mit einer guten Lupe gut erkennbar sind. Die kräftige Blattrippe endet vor der Blattspitze. An der Blattbasis befinden sich neben der Blattrippe meist einige kurze Nebenrippen. Die Blattzellen sind verlängert rhombisch bis linealisch und bis etwa 40 Mikrometer lang. In den undeutlich begrenzten Blattflügeln sind die Zellen quadratisch bis kurz rechteckig.
Sporenphyten sind nicht häufig. Auf der 5 bis 12 Millimeter langen, glatten, geraden oder gebogenen Seta befindet sich eine ovale bis längliche, geneigte bis horizontale, 2 bis 3 Millimeter lange Sporenkapsel.

## Standortansprüche, Gefährdung
Antitrichia curtipendula wächst in niederschlagsreicheren Gebieten an lichtreichen bis mäßig schattigen Stellen entweder epiphytisch auf Bäumen oder auf Gestein.
Die Art war im 19. Jahrhundert in Mitteleuropa weit verbreitet. Durch Luftverschmutzung, aber auch durch Vernichtung von alten Laubholzbeständen oder Trockenlegungen ist sie heute vor allem im Flachland weitgehend verschwunden. Nur in waldreicheren Gebirgslagen ist sie zum Teil noch häufig.

## Verbreitung
Vorkommen der Art gibt es in Europa (nach Norden bis Südschweden), im Kaukasus, in Afrika, in Nordamerika und in Südamerika (Patagonien).